# Heinrich Wolff (Mediziner)
Heinrich Wolff (* 28. November 1793 in Bonn; † 29. Juni 1875 ebenda) war ein deutscher Mediziner und Sanitätsrat in Bonn.

## Leben
Heinrich Wolff studierte Medizin und wirkte in späteren Jahren als Sanitätsrat in Bonn.
Am 28. November 1829 wurde er unter der Matrikel-Nr. 1343a mit dem akademischen Beinamen Sydenham II. zum Mitglied der Leopoldina gewählt.